# Đòn gối

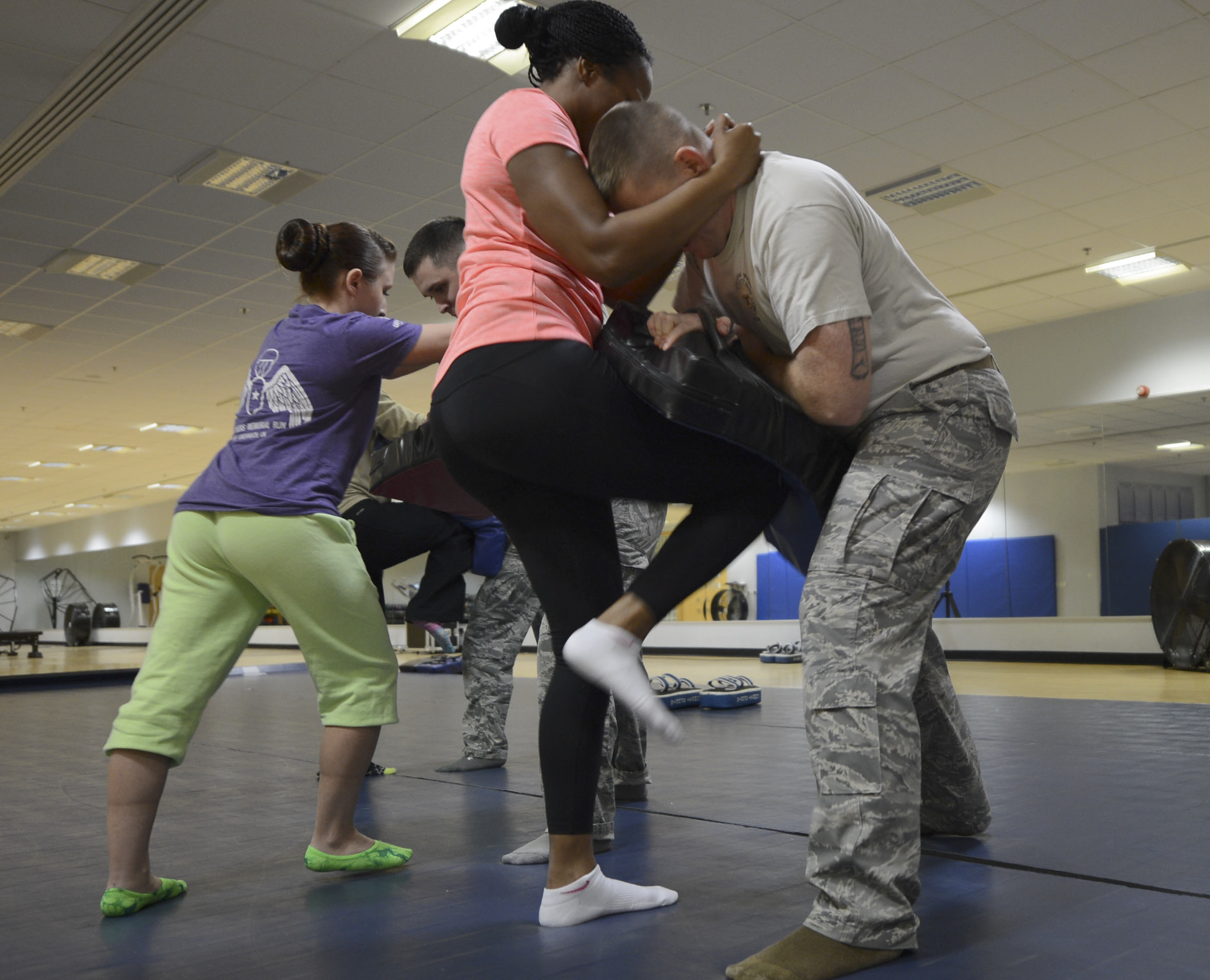
Tập luyện đòn gối, người ra đòn sẽ tóm bắt, vít cổ xuống rồi lên gối vào vùng bụng, ngực

Đòn gối (Knee strike) là một đòn đánh bằng đầu gối, hoặc bằng xương bánh chè hoặc vùng xung quanh đầu gối. Đòn gối là một chiêu không được phép trong nhiều môn thể thao chiến đấu, đặc biệt là đánh vào đầu của một đối thủ đã ngã. Các phong cách như kickboxing và một số tổ chức võ thuật tổng hợp cho phép sử dụng đòn lên gối tùy thuộc vào phương vị của các võ sĩ. Đòn gối là đòn thế truyền thống cổ xưa của võ thuật truyền thống Đông Nam Á và võ thuật Okinawa truyền thống. Đòn bay gối (được gọi là hanuman thayarn trong Muay Thái, và đôi khi được gọi là nhảy gối) là đòn tấn công bằng đầu gối rất giống với đòn đầu gối trước, ngoại trừ việc nó được thực hiện trong khi đánh đứng bằng cách nhảy bổ vào đối thủ và thường là bằng cách lao về phía đối thủ và thực hiện đòn đâm gối. Một cách tấn công liều lĩnh hơn bằng đòn đầu gối bay có thể được thực hiện bằng cách bật duỗi xoay người sao cho đầu gối đập vào đối thủ, được sử dụng như một đòn tấn công đẩy hơn là một đòn tấn công hạ gục KO gây chấn động. 

## Thực chiến

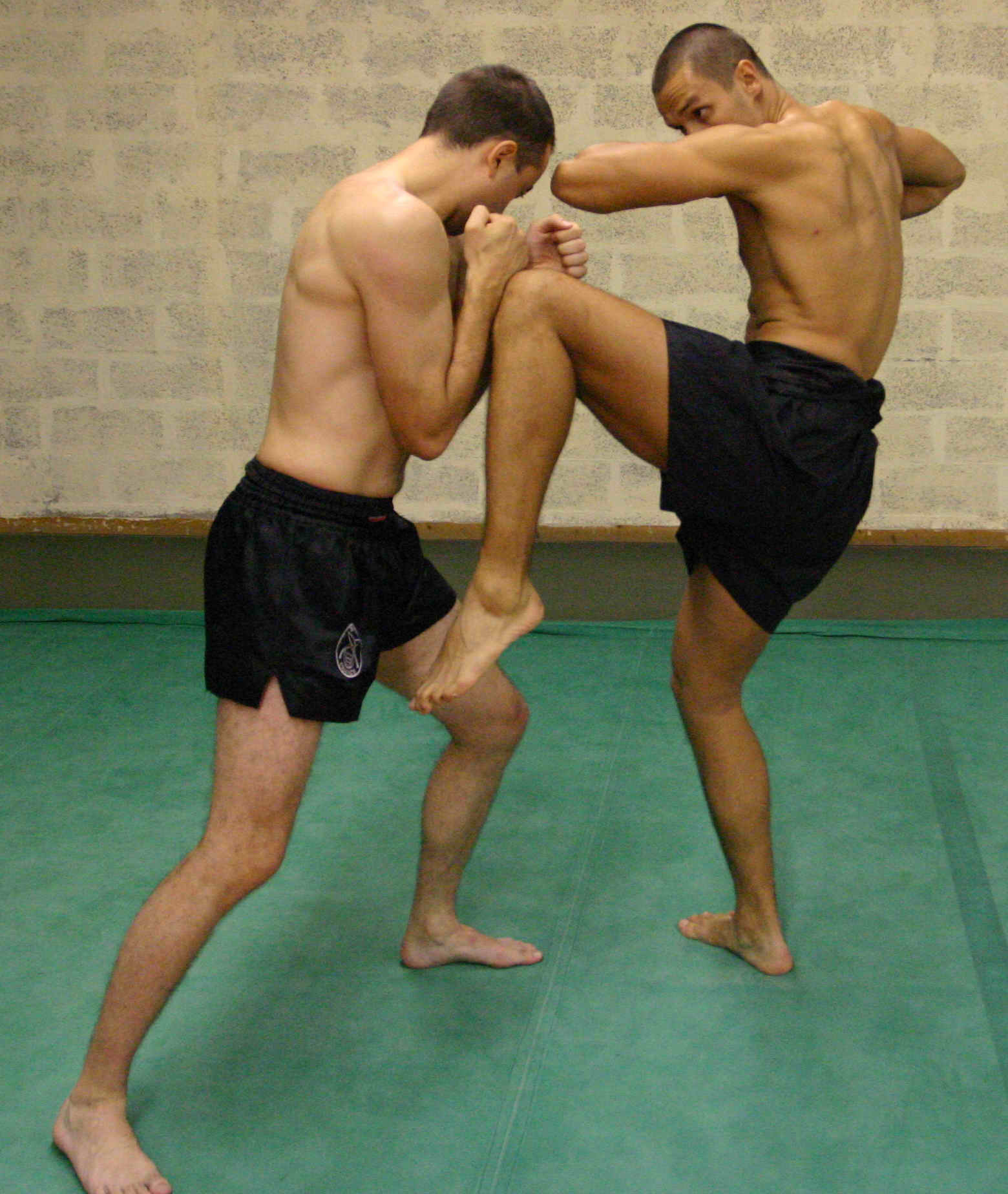
Một đòn gối kết hợp đòn chỏ trong môn Lethwei, động tác điển hình là "lên gối xuống chỏ"

Một đòn phi gối tạo ra lực đẩy đáng kể và tạo ra sức mạnh hạ gục đối thủ ngay tức khắc. Cú đánh ngoạn mục này làm hài lòng đám đông trong các môn thể thao chiến đấu máu me như K-1 (kickboxing) và MMA. Trong một trận đấu UFC, võ sĩ James Irvin đã hạ gục Terry Martin bằng một cú đá gối bay làm cho Martin đã bất tỉnh trong ba phút và được đưa lên cáng rời võ đài. Ở giải đấu K-1 Hero's 5, võ sĩ Norifumi Yamamoto đã hạ gục Kazuyuki Miyata bằng một cú đá gối bay chỉ sau bốn giây trong hiệp đầu tiên. Nhà vô địch K-1 là Remy Bonjasky nổi tiếng với những cú đòn gối bay. Ở cuộc chạm trán với Adlan Kutaev tại sự kiện ACA Young Eagles 46, võ sĩ Mekhroch Mamadshoev đã có một pha ra đòn gối cực hiểm khiến đối thủ ngã gục để giành chiến thắng knock-out. Trong môn Puroresu (Đấu vật chuyên nghiệp Nhật Bản) có nhiều đô vật sử dụng đầu gối trong các trận đấu, đô vật Tomomi Tsuruta sử dụng đòn bay gối như một trong những động tác đặc trưng của mình, lấy cảm hứng từ võ sĩ Kickboxing Tadashi Sawamura. 

## Võ Thái
Cũng như đòn chỏ thì đòn gối là một trong số các vũ khí có thể gây sát thương chết người và nó rất nguy hiểm trong Muay Thái, đòn gối cũng bạo lực ngang cơ với đòn cùi chỏ nếu võ sĩ dùng nó có kỹ thuật tốt và biết căn thời gian chuẩn chỉnh. Đòn gối gây tổn thương cho vùng mặt, các cơ quan nội tạng vùng bụng. Đòn đầu gối thường được thực hiện bằng cách giơ cao gối lên để tấn công có thể hơi khó với người mới tập vì yêu cầu khả năng giữ thăng bằng trong khi ra đòn. Cách sử dụng kỹ thuật đầu gối của Muay Thai là đẩy thẳng lên phần trên canh cho mục tiêu của đòn gối là xung quanh phần thân trên và phía trước cằm. Đòn gối phải thẳng, mạnh và gọn nên kỹ thuật gối trong Muay Thai thường được làm thành đường thẳng, không được dao động sang các hướng khác. Đầu mũi chân luôn nhấc lên để sẵn sàng chuyển sang đòn đá. Đặc điểm chính của các đòn gối là người thực hiện áp sát kẻ địch, tuy vậy cũng có những đòn gối thực hiện được ở khoảng cách khá xa, chẳng hạn như đòn gối bay, khi thi triển đòn gối, võ sĩ thường tóm chặt cổ đối phương, ôm khóa lại rồi tấn công nhưng bù lại khi áp sát và thực hiện đòn gối, võ sĩ có thể bị đối phương đánh lại bằng những đòn khác khiến mất đi sự tập trung và phòng thủ do đó, đòn gối có thể chuyển thành đòn đá dễ dàng để đẩy đối phương đi nhằm tránh không cho đối phương phản đòn. 